# توما داوی
توما داوی (فرانسوی: Thomas Davy‎؛ زادهٔ ۱ مهٔ ۱۹۶۸) دوچرخه‌سوار اهل فرانسه است.